# High Alpha Research Vehicle
High Alpha Research Vehicle (zkratkou HARV) byl modifikovaný americký stíhací letoun McDonnell Douglas F/A-18 Hornet, užívaný NASA v rámci třífázového programu výzkumu kontroly letu při vysokých úhlech náběhu, za použití vektorování tahu, úprav kontrolních prvků a zvětšených vírových přechodů u kořenů křídla. Program probíhal od dubna 1987 do září 1996.
Podle zprávy NASA k únoru 1992 piloti Armstrongova leteckého výzkumného střediska William H. "Bill" Dana a Ed Schneider dokončili fázi letů rozšiřujích letovou obálku. Předvedené schopnosti zahrnovaly stabilní let při úhlu náběhu okolo 70° (předtím dosažené maximum bylo 55°) a rychlé výkruty při úhlu náběhu 65°. Kontrolované výkruty by byly bez vektorování tahu téměř nemožné při úhlu náběhu vyšším než 35°. Údaje k dalším fázím projektu nebyly zveřejněny.